# Ли Гэ
Ли Гэ (кит. упр. 李舸, пиньинь Lǐ Gě, р.12 апреля 1969) — китайский гимнаст, призёр Олимпийских игр.
Ли Гэ родился в 1969 году в Цзыгуне провинции Сычуань. В 1989 году стал обладателем бронзовой медали чемпионата мира в составе команды. В 1990 году на Азиатских играх стал обладателем золотой медали в упражнениях на кольцах. В 1991 году стал обладателем серебряной медали чемпионата мира в составе команды и вошёл во всекитайский список «Пары десятков лучших спортсменов». В 1992 году на Олимпийских играх в Барселоне завоевал серебряную медаль в составе команды.
В настоящее время является тренером олимпийской сборной КНР по прыжкам на батуте.